# روسلان خایلوف
روسلان دلاورشاهویچ خایلوف (روسی: Руслан Диловаршоевич Хайлоев؛ زادهٔ ۲۹ اکتبر ۲۰۰۳) بازیکن فوتبال است.
وی همچنین در تیم‌های ملی فوتبال زیر ۲۳ سال تاجیکستان و تاجیکستان بازی کرده‌است.